# Funaria chilensis
Funaria chilensis là một loài Rêu trong họ Funariaceae. Loài này được (Thér.) Thér. mô tả khoa học đầu tiên năm 1926.